# Yumi Obe
Yumi Obe (大部 由美, Ōbe Yumi, Sakaiminato, 15 februari 1975) is een voormalig Japans voetbalster.

## Carrière
Zij speelde voor onder meer Nikko Securities Dream Ladies en TEPCO Mareeze (YKK Flappers).
Zij nam met het Japans vrouwenvoetbalelftal deel aan het WK 1991, maar zij kwam tijdens dit toernooi niet in actie. Zij nam met het Japans vrouwenelftal deel aan de WK 1995 en de Olympische Zomerspelen in 1996. Daar stond zij in alle de wedstrijden van Japan opgesteld.. Zij nam met het Japans elftal deel aan het WK 2003. Daar stond zij opgesteld in alle drie de wedstrijden van Japan, en droeg zij de aanvoerdersband. Zij nam deel aan de Olympische Zomerspelen in 2004, maar kwam tijdens dit toernooi niet in actie.

## Statistieken
| Japans vrouwenvoetbalelftal | Japans vrouwenvoetbalelftal | Japans vrouwenvoetbalelftal |
| Jaar                        | Wed.                        | Dlp.                        |
| --------------------------- | --------------------------- | --------------------------- |
| 1991                        | 1                           | 0                           |
| 1992                        | 0                           | 0                           |
| 1993                        | 2                           | 0                           |
| 1994                        | 0                           | 0                           |
| 1995                        | 10                          | 1                           |
| 1996                        | 10                          | 1                           |
| 1997                        | 4                           | 0                           |
| 1998                        | 5                           | 0                           |
| 1999                        | 6                           | 2                           |
| 2000                        | 6                           | 1                           |
| 2001                        | 12                          | 1                           |
| 2002                        | 10                          | 0                           |
| 2003                        | 15                          | 0                           |
| 2004                        | 4                           | 0                           |
| Totaal                      | 85                          | 6                           |